# Vladimir Kaplitchny
Vladimir Aleksandrovitch Kaplitchny (en russe : Владимир Александрович Капличный) est un footballeur soviétique, né le 26 février 1944 à Kamenets-Podolski (RSS d'Ukraine) et décédé le 19 avril 2004 à Kiev (Ukraine).

## Biographie
Il était défenseur au CSKA Moscou et en équipe d'URSS. Il compte 62 sélections entre 1968 et 1974, dont 9 pour l'équipe olympique. 
Il a participé à la coupe d'Europe des Nations en 1968 et à la coupe du monde 1970 (l'URSS fut quart de finaliste).
Sa carrière commença au Dinamo de Khmelnitski (1962 - 1963) puis au SKA de Kiev (1964 - 1965). Elle se poursuivit au TsSKA de Moscou de 1966 à 1975.
Son palmarès :
- Championnat d'URSS : 1970.
- Coupe d'Europe des Nations : 2e en 1972 (RFA - URSS : 3 - 0).
- Jeux olympiques : 3e en 1972 (URSS - RDA : 2 - 2).

Par la suite, il devint entraîneur :
- CSKA de Moscou: 1978.
- SKA de Lvov: 1979 - 1980.
- SKA de Kiev: 1981.
- SKA d'Odessa: 1983 - 1984.

## Statistiques
| Saison                | Club                  | Championnat           | Championnat | Championnat | Coupe(s) nationale(s) | Coupe(s) nationale(s) | Compétition(s) continentale(s) | Compétition(s) continentale(s) | Compétition(s) continentale(s) | Total | Total |
| Saison                | Club                  | Division              | M.          | B.          | M.                    | B.                    | Comp.                          | M.                             | B.                             | M.    | B.    |
| 1963                  | Dinamo Khmelnitski    | D3                    | 31          | 3           | 2                     | 0                     | -                              | -                              | -                              | 33    | 3     |
| 1964                  | SKA Lvov              | D2                    | 27          | 3           | 7                     | 0                     | -                              | -                              | -                              | 34    | 3     |
| 1965                  | SKA Lvov              | D2                    | 36          | 2           | -                     | -                     | -                              | -                              | -                              | 36    | 2     |
| Sous-total            | Sous-total            | Sous-total            | 94          | 8           | 9                     | 0                     | -                              | -                              | -                              | 103   | 8     |
| 1966                  | CSKA Moscou           | D1                    | 35          | 0           | 1                     | 0                     | -                              | -                              | -                              | 36    | 0     |
| 1967                  | CSKA Moscou           | D1                    | 36          | 1           | 5                     | 1                     | -                              | -                              | -                              | 41    | 2     |
| 1968                  | CSKA Moscou           | D1                    | 31          | 3           | 3                     | 0                     | -                              | -                              | -                              | 34    | 3     |
| 1969                  | CSKA Moscou           | D1                    | 31          | 1           | 3                     | 0                     | -                              | -                              | -                              | 34    | 1     |
| 1970                  | CSKA Moscou           | D1                    | 28          | 0           | -                     | -                     | -                              | -                              | -                              | 28    | 0     |
| 1971                  | CSKA Moscou           | D1                    | 20          | 0           | 4                     | 0                     | C1                             | 4                              | 0                              | 28    | 0     |
| 1972                  | CSKA Moscou           | D1                    | 25          | 0           | 8                     | 0                     | -                              | -                              | -                              | 33    | 0     |
| 1973                  | CSKA Moscou           | D1                    | 28          | 0           | 4                     | 0                     | -                              | -                              | -                              | 32    | 0     |
| 1974                  | CSKA Moscou           | D1                    | 27          | 0           | 3                     | 0                     | -                              | -                              | -                              | 30    | 0     |
| 1975                  | CSKA Moscou           | D1                    | 27          | 0           | 4                     | 0                     | -                              | -                              | -                              | 31    | 0     |
| Sous-total            | Sous-total            | Sous-total            | 288         | 5           | 35                    | 1                     | -                              | 4                              | 0                              | 327   | 6     |
| Total sur la carrière | Total sur la carrière | Total sur la carrière | 382         | 13          | 44                    | 1                     | -                              | 4                              | 0                              | 430   | 14    |